# Lignareix
Lignareix är en kommun i departementet Corrèze i regionen Nouvelle-Aquitaine i de centrala delarna av Frankrike. Kommunen ligger  i kantonen Ussel-Ouest som tillhör arrondissementet Ussel. År 2022 hade Lignareix 162 invånare.

## Befolkningsutveckling
Antalet invånare i kommunen Lignareix
Referens:INSEE